# La scuola
Pour plus de détails, voir Fiche technique et Distribution.
La scuola est une comédie dramatique italienne réalisée par Daniele Luchetti, sortie en 1995 et adaptée de deux romans de Domenico Starnone (Ex Cattedra et Sottobanco).

## Distribution
- Silvio Orlando : Vivaldi
- Anna Galiena : Mrs. Majello
- Fabrizio Bentivoglio : Sperone
- Antonio Petrocelli : Cirrotta
- Anita Zagaria : Gana
- Enrica Maria Modugno : Lugo
- Vittorio Ciorcalo : Mattozzi
- Roberto Nobile : Mortillaro
- Gea Martire : Ostia
- Mario Prosperi : Preside
- Anita Laurenzi : Serino
- Maurizio Panoni : Timballo
- Giulio Guglielmann : Coffaro
- Paolo Merloni : Astariti
- Valerie Nicolas : Martinelli
- Giulia Gancio : Alessia
- Grazia Conteddu : Menegozzi
- Simona Perreca : Sugaro
- Daniela Alessio : Ciaccia
- Vanessa Marini : Deborah
- Fabio Lucino : Iandolo
- Gabriele Tomassini : Carraro
- Mario Cerasi : Bernocchi
- Fabio Piccolo : Cicciomessere
- Elena Sabatini : figlia Majello
- Lorenzo Alessandri : marito Majello
- Edoardo Sala : portinaio
- Emiliano Astore : Pollicino
- Agnese Ricchi : professoressa

## Récompense
- 1995 : prix Sergio-Leone au Festival du film italien d'Annecy.
- Grand prix du Festival de Chamrousse 1996.